# Buaran (Mayong)
Buaran is een bestuurslaag in het regentschap Japara van de provincie Midden-Java, Indonesië. Buaran telt 5862 inwoners (volkstelling 2010).